# Dunga Bunga
Dunga Bunga (en ourdou : ڈُونگہ بُونگہ) est une ville pakistanaise située dans le district de Bahawalnagar, dans la province du Pendjab. C'est la septième plus grande ville du district. Elle est située dans le sud-est de la province, à proximité de la frontière avec l'Inde. Elle est située à seulement 20 kilomètres de Bahawalnagar.
La population de la ville a été multipliée par près de trois entre 1972 et 2017 selon les recensements officiels, passant de 13 044 habitants à 33 009. Entre 1998 et 2017, la croissance annuelle moyenne s'affiche à 2,0 %, inférieure à la moyenne nationale de 2,4 %. Selon le recensement de 2023, la population de la ville monte à 39 150 habitants.
|            | 1972 (rec.) | 1981 (rec.) | 1998 (rec.) | 2017 (rec.) | 2023 (rec.) |
| ---------- | ----------- | ----------- | ----------- | ----------- | ----------- |
| Population | 13 044      | 13 894      | 22 472      | 33 009      | 39 150      |